# Museo de los Juguetes del Mundo
El Museo de los Juguetes del Mundo (en alemán Spielzeug Welten Museum Basel) de Basilea, anteriormente conocido como Museo de las Casas de Muñecas (Puppenhausemuseum), es el mayor museo de su clase en toda Europa. El museo muestra más de 6.000 objetos (ositos de peluche, muñecas, casas de muñecas y miniaturas) que recrean diferentes escenas. Además, el museo organiza con regularidad exposiciones temporales. Cabe destacar la colección de osos de peluche, única en todo el mundo tanto por cantidad como por calidad.

## El museo
El museo consta de cuatro plantas con un total de más de 1000 metros cuadrados. Al igual que los valiosos objetos expuestos, este venerable edificio que data de 1867, ha sido completamente restaurado con los más altos estándares técnicos y arquitectónicos. Estos mismos estándares se han aplicado a la exposición que se muestra en amplias vitrinas de madera y vidrio, especialmente realizadas para cada sala.

## La exposición
Los objetos expuestos se presentan de una manera imaginativa y juguetona, y agrupados por temas. Su visión no es molestada por innumerables cartelas informativas. Los objetos no están dispuestos en orden cronológico, origen o tipo. Los visitantes que deseen más información pueden obtenerla a través de pantallas interactivas o del catálogo. Gracias a ingeniosos sistemas mecánicos, los juguetes cobran vida. Las últimas tecnologías y las antigüedades se complementan perfectamente.
Con más de 6.000 artículos, el Museo de los Juguetes del Mundo de Basilea es el más grande de su tipo en Europa. En la planta inferior del museo, el enfoque principal se centra en las casas y tiendas de muñecas. Muchos de estos objetos han estado presentes en salas de juegos de las cortes europeas. 
Aunque la mayoría de los objetos expuestos datan de las décadas anteriores y posteriores del inicio del siglo XX, también existen miniaturas contemporáneas y otros objetos en el tercer piso. Además, existe una sala de exposiciones temporales dedicada a objetos de otro tipo de colecciones. 
Los peluches que tuvieron su apogeo en salas de juegos de los niños poco después de los inicios del siglo XX tienen un lugar de honor en el cuarto piso. La colección de Basilea muestra una variedad y calidad que es única en el mundo.

### Los Osos de peluche (Teddy Bears)
El auge de ventas de los osos de peluche se deriva del episodio de la caza que 1902 protagonizó el presidente estadounidense Theodore Roosevelt. Sólo dos años después, el oso más viejo expuesto en el museo vio la luz. Este oso comparte espacio con más de dos mil otros peluches que datan en su mayoría de antes de 1950. Un número notable de ellos fueron realizados por Steiff y tienen el inconfundible botón en la oreja de su fabricante. Sin embargo, los visitantes que están interesados en los productos de otros fabricantes tradicionales de América y Europa también encontrarán lo que buscan ya que en la colección del museo encontramos osos ingleses, americanos, franceses y de otras nacionalidades.

### Las Muñecas
Las muñecas no siempre fueron pensadas como juguetes. Las primeras sirvieron de culto o de curación y eran objetos realizados hechos de paja, arcilla, madera, fibras vegetales o de bronce. La muñeca adquirió su significado de hoy en día y ha sido comercializada a partir del siglo XV. 
Alemania tiene tradición de hacer todo tipo de juguetes. Entre 1920 y 1930 una enorme industria juguetera se instaló en los bosques de Turingia fabricando juguetes y muñecas. Los dos centros principales de esta industria se situaban en Sonneberg y en Waltershausen.
Las compañías alemanas pronto se extendieron por todo el mundo, convirtiéndose en los abanderados de la producción de muñecas y cabezas de muñecas. A lo largo del tiempo, las cabezas de muñeca se fabricaron con diversos materiales: madera, cera, papel maché y, finalmente, porcelana. En comparación con la porcelana, las últimas cabezas de bizcocho de porcelana necesitaban ser cocidas en dos fases. La primera cocción tenía lugar antes de que se pintara la cara. Debido a que la exportación y la importación fueron prohibidas durante la Primera Guerra Mundial, la producción en Europa prácticamente se paralizó. Por esta razón una nueva industria juguetera nació en Estados Unidos, convirtiéndose en el mayor importador de muñecas europeas.
El museo cuenta con muñecas de la época dorada de la fabricación de muñecas entre 1870 y 1920. Las creaciones artísticas de casi todos los fabricantes famosos, sobre todo de los principales bastiones en Alemania y Francia, se pueden admirar en la exposición. 
Entre las muñecas de esta extensa colección se encuentran algunos de los primeros grandes fabricantes alemanes como J.D. Kestner, Simon & Halbig y Armand Marseille. También se reúnen en la exposición las muñecas diseñadas por artistas como Kämmer y Reinhardt, así como los hermanos Heubach, que disfrutaron de gran éxito después de 1900. La evidencia de que la producción de muñecas estuvo también muy desarrollada en Francia en aquel momento está representada por las rarezas de las empresas Emile Jumeau y Casimir Bru Jeune. Una serie de exposiciones de Japón ofrecen una visión de la escena de la muñeca en la tierra del sol naciente.

### Las Casas de Muñecas

#### Las Casas de Muñecas antiguas
La historia de las casas de muñecas se remonta al siglo XVI. En 1557, el duque Alberto de Baviera ordenó una copia en miniatura de una de las residencias reales. Familias adineradas adoptaron la idea en los siglos XVII y XVIII y realizaron también copias de sus casas. Estas piezas individuales eran suntuosas obras de arte en miniatura. No estaban destinadas a ser utilizadas como juguetes, sino para demostrar el prestigio y la reputación del propietario. La producción en serie de casas de muñecas se inició en la segunda mitad del siglo XIX. Será el momento en el que los padres comenzaran a utilizar las casas de muñecas para la educación social de sus hijos.
La colección del museo incluye casas de muñecas de finales del siglo XIX y principios del XX. Las rarezas valiosas deleitan por su originalidad, la imaginación, la belleza y la atención al detalle.

#### Las Casas de Muñecas nuevas (escala 1:12)
Un nuevo estilo nació en la construcción de casa de muñecas al mismo tiempo que se dejaba de lado el concepto de artesanía. “Miniatures” fue el nombre en inglés para estas nuevas casas de juguete. Los coleccionistas, como los arquitectos, mostraron un gran interés por las reconstrucciones a escala real. Esto no ocurría en el siglo XIX, momento en el que no existía un canon de medida para las piezas y cada artesano adoptaba una escala para su obra. La escala europea 1:12 se convirtió en el estándar internacional. 

#### Escuelas y Tiendas
Las tiendas de comestibles de juguete son uno de los aspectos más destacados del museo. Se trata de dioramas que muestran el interior de las tiendas con todo tipo de detalles.
Otros dioramas representan escuelas de gramática, cocinas, farmacias, tiendas de comestibles o alimentos importados realizadas por los carpinteros como piezas únicas. Desde el comienzo del siglo XX, los dioramas de juguete fueron fabricados industrialmente y ofrecen con todos los accesorios.
Además de la fascinación provocada por el trabajo artesanal de los fabricantes, estos escenarios en miniatura proporcionan una buena visión de la vida y el trabajo entre  los años 1880 y 1920. Los objetos expuestos proceden en gran parte de Alemania y Francia.

### Los Carruseles
El museo cuenta con una serie de carruseles giratorios. Algunos son modelos fielmente recreados de los originales, y algunos originales aún se pueden admirar todos los años en la tradicional Feria de Basilea de otoño.
Los carruseles juegan un papel importante en la historia del museo. Fascinado por la diversidad de las casetas de feria y el ajetreo colorido y bullicio de la Feria de Otoño de Basilea, el fundador de este museo se dispuso a reproducir la escena en escala 1:12. Esto fue seguido de las primeras adquisiciones y, inspirados por el don de la belleza excepcional del carrusel, se le ocurrió la idea de hacer la colección cada vez mayor.
El carrusel más antiguo de la exposición data de alrededor de 1900. Destacan las escenas recreadas de la Feria de Otoño por el artista Marc Rippstein con un gran diseño artístico y vestimenta de los años 50.
Una característica especial del museo es que todos los carruseles están motorizados y pueden ponerse en marcha pulsando un botón.

### La Artesanía Real de Nápoles
Una de las áreas de la colección del museo se dedica al arte popular napolitano de los belenes. La exposición, con sus escenas de la vida cotidiana típica mediterránea transmite una visión única de la vida de los ciudadanos del siglo XVIII en Nápoles. 
Esta tradición se inició a finales del siglo XV. El rey Carlos III de Borbón fue el responsable de la época dorada del belén napolitano. En la tercera planta del museo se muestran las obras del artista Mario Capuano. Él creó una escena que abarca unos 15m2 cuyos edificios, figuras y más de un centenar de accesorios representan la auténtica vida cotidiana en el siglo XVIII napolitano. 

### Los escaparates
Los escaparates a la calle se redecoran en intervalos regulares. Como las estaciones pasan,  los temas varían e invitan a los transeúntes a entrar y quedarse por un tiempo.

## Las instalaciones
El moderno sistema de ventilación y los detectores de incendio han sido instalados para proteger las antigüedades expuestas de cualquier daño. Un cristal especial protege los objetos de la luz ultravioleta y del calor completa las instalaciones de la exhibición.

### Información para personas con discapacidad
Todo el museo está diseñado con acceso para discapacitados y se les pueden hacer peticiones para especiales (según las necesidades de los visitantes). Las personas discapacitadas pagan un precio de entrada reducido de CHF 5-. (4€ aprox.).
Los acompañantes de las personas cuya discapacidad les impida valerse por sí mismas acceden de forma gratuita. 

#### En silla de ruedas y personas con dificultades para caminar
El museo, el restaurante y la tienda están adaptados para personas con discapacidad física. A todos los pisos del museo, se accede por un ascensor sin umbrales ni obstrucciones. El inodoro para discapacitados se sitúa en la primera planta. 

#### Discapacidad auditiva o reducida
Los sistemas auditivos están disponibles en el museo para personas con discapacidad auditiva o audífono. Estos se pueden obtener en la recepción para su uso en las visitas guiadas o en las estaciones interactivas. Se requiere como depósito de seguridad una identificación. 